# Neorehmia
Neorehmia är ett släkte av svampar som beskrevs av Höhn.. Neorehmia ingår i familjen Trichosphaeriaceae, ordningen Trichosphaeriales, klassen Sordariomycetes, divisionen sporsäcksvampar och riket svampar.
Släktet innehåller bara arten Neorehmia ceratophora.